# 罰金

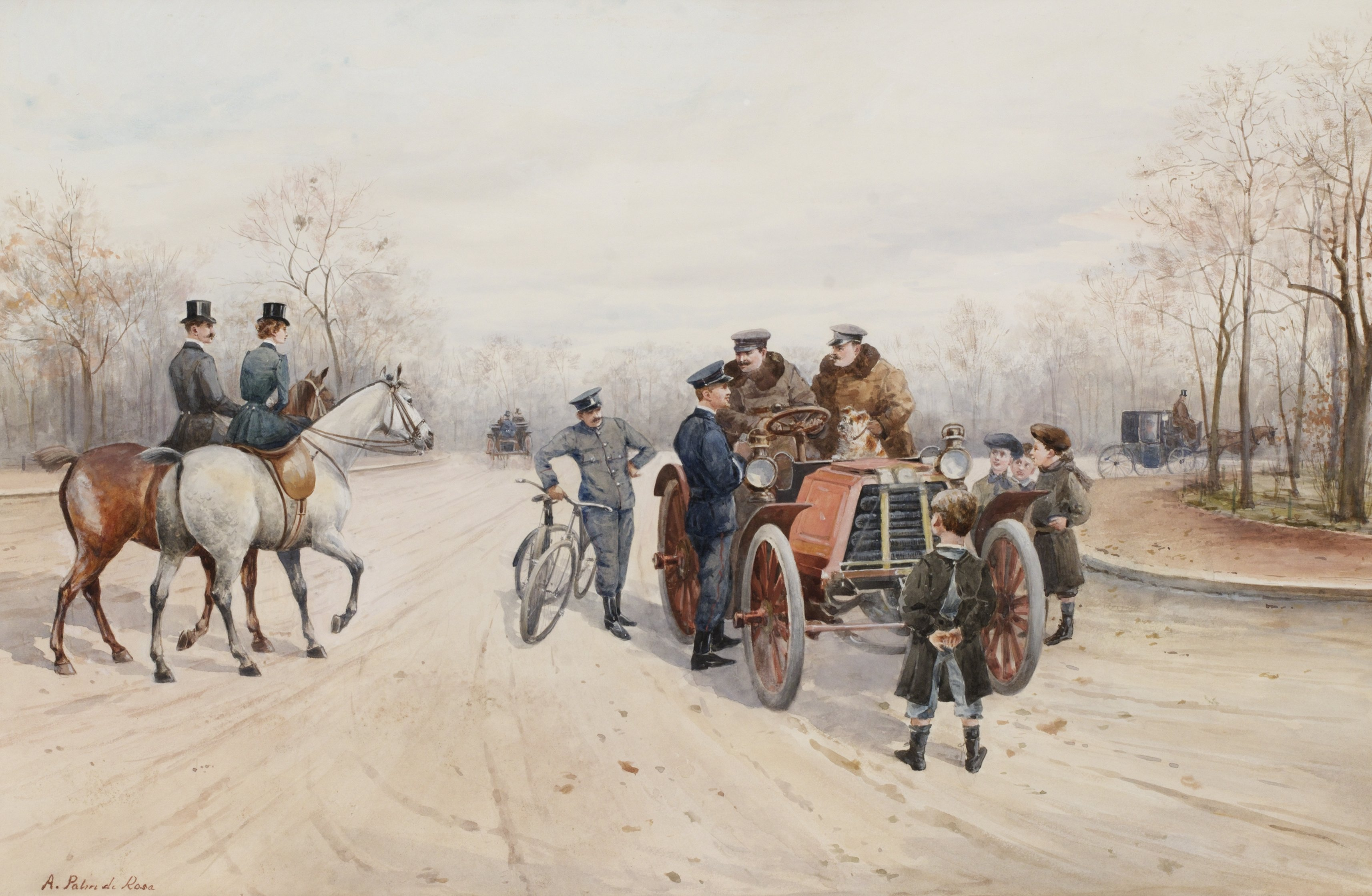
違反切符を切られる運転者（Anna Palm de Rosa『Speeding ticket, Bois de Boulogne』）

罰金（）とは、刑罰の一種であり、行為者から強制的に金銭を取り立てる財産刑である。自然人だけでなく、法人に罰金刑を科すこともできる。

## 日本における罰金

### 刑の適用
罰金は刑法に定められている刑罰の一種である。法律上は後述の行政上の秩序罰（過料、課徴金、過怠金、重加算税、道路交通法上の反則金や放置違反金などの行政制裁）と区別される。

#### 刑法
刑法に罰金刑を定めている罪は多い。しかし、窃盗罪などの財産犯や、公務執行妨害罪などの国家的法益に対する罪は、従来、選択刑として懲役のみが定められ、罰金は定められていなかった。これは、「窃盗は金のない者が犯すのであるから、罰金を科しても実効性がない」ことや、「国家的法益に対する罪は罰金になじまない」ことなどを理由とした。
しかし、少額窃盗（万引きや盗電など）や、軽微な公務執行妨害（喧嘩の仲裁に入った警察官を突き飛ばした場合など）では、懲役を科すのは重すぎると考えられることもある。特に、公務員や一部の士業（公認会計士など）は、禁錮以上の刑に処されると執行猶予が付いても失職・欠格となるので、軽微な犯罪で有罪になると酷な事態を招いてしまう。そのため、起訴猶予で済まされてきた事件が多かった。そこでこれらの犯罪への処罰にも柔軟に対応するため、選択刑として罰金刑が定められた（平成18年法律第36号、平成18年5月28日施行）。

#### 行政刑罰（刑法の適用）
行政上の義務違反に対して科される制裁を行政罰といい、行政刑罰と行政上の秩序罰がある。
行政刑罰は行政上の義務違反に対する制裁として刑罰を科すものである。刑法8条は「この編の規定は、他の法令の罪についても、適用する。ただし、その法令に特別の規定があるときは、この限りでない。」と定めており、他の法令の罪にも刑法総則を適用する。
- 罰金刑を定める他の法令（行政刑罰）の例
  - 労働組合法28条（確定判決によって支持された労働委員会の命令違反）[2]
  - 独占禁止法90条3号（排除措置命令又は競争回復措置命令が確定した後の審決違反）[2]

また、普通地方公共団体、特別区、地方公共団体の組合は、法令に特別の定めがあるものを除き、条例上の義務違反に対して2年以下の懲役もしくは禁錮、100万円以下の罰金、拘留、科料もしくは没収の刑を定めることができる（地方自治法14条3項）。なお、条例では後述の行政上の秩序罰（5万円以下の過料）を定めることもできる。
刑法8条の「法令に特別の規定があるとき」の代表的な例は鉱業法194条や道路交通法123条などの両罰規定である。
以上の行政刑罰に対しては原則として刑事訴訟法の適用がある。

#### 行政上の秩序罰（刑法上の罰金との違い）
行政罰のうち行政上の秩序の維持のために科される金銭的制裁は行政上の秩序罰に分類されるが、これは行政刑罰として科される罰金とは異なる。行政上の手続違反の際に課される過料などを俗に「罰金」と呼ぶことがある。しかし、過料、課徴金、過怠金、重加算税などは刑罰以外の行政制裁であり行政処分の一種である。行政上の秩序罰には刑事訴訟法は適用されない。
反社会性が強い行為に対しては行政刑罰、行政上の軽微な義務違反に対しては行政上の秩序罰が課されるが不統一が残存しているのではないかとの指摘もある。
- 行政上の秩序罰の例
  - 過料
    - 労働組合法32条（裁判所の緊急命令違反および出訴されずに確定した労働委員会の救済命令違反）[2]
    - 独占禁止法97条（未確定の審決違反）[2]

  - 加算税（重加算税）
  - 課徴金
    - 独占禁止法上の課徴金[2]

このほか行政制裁には間接国税等についての通告処分、道路交通法違反の反則金も含まれるが、これらは税金や反則金を支払わない場合に刑事手続に移行する特色がある。間接国税等についての通告処分や道路交通法上の反則金制度は行政犯の非刑罰的処理（ダイバージョン）を制度化した例と捉えることもできる。
また、道路交通法上の放置違反金（道路交通法51条の4）も行政上の秩序罰であるが、立法者意思によれば、裁判所ではなく都道府県公安委員会が科すこととしているので、過料とは異なる独自の制度となっている。
なお、普通地方公共団体、特別区、地方公共団体の組合は、法令に特別の定めがあるものを除き、条例上の義務違反に対して5万円以下の過料を定めることもできる（地方自治法14条3項）。

### 刑の内容

#### 罰金の金額
罰金の金額は、1万円以上と定められているが、減軽する場合においては1万円未満に下げることができる（刑法15条）。
刑法では上限については一般的に制限していない。そのため、個々の条文で罰金額の上限を定めている。特に、不正競争防止法、独占禁止法、金融商品取引法、会社法第960条（特別背任罪）などが定める経済犯罪については、億円単位の非常に高額な罰金が定められることもある。
罰金額は原則として定額制だがスライド制がとられている罪もある。脱税および偽造通貨等収得後知情行使(刑法152条)については、脱税額および偽造通貨等の使用額面に比例して罰金を課すことができる（例えば所得税法第238条第2項では、脱税額が500万円を超える場合は、脱税額と同額の罰金を課すことができると規定している）ため、いわゆる青天井になっている。
なお、裁量的あるいは必要的に懲役刑などの自由刑と罰金刑が併科される場合がある。
罰金刑を言い渡された者が罰金を納付しないまま死亡したときは、その執行もできなくなる。ただし、刑事訴訟法491条に規定する犯罪(租税その他の公課若しくは専売に関する法令の規定により言い渡した罰金)に該当する場合には、相続財産に対して罰金刑を執行できる。
支払われた金銭は科料の金銭とともに国庫に入り、国を運営する経費に充てられる。

#### 物価変動による金額変更
古い刑罰法規の中には、インフレーションにより罰金刑の額が現在の物価からすると、かなり金銭価値が安くなってしまった規定もある。そのような事情に対応するために、罰金等臨時措置法が定められ、罰金刑の額が個々の刑罰規定における額に関わらず、一定額に引き上げられており、実際の法定刑は個々の刑罰法規に罰金等臨時措置法を適用したものになる。なお、一部法では「罰金の額等の引上げのための刑法等の一部を改正する法律 」により金額などが直接改正された。
- 対象となる犯罪は、刑法、暴力行為等処罰に関する法律、経済関係罰則の整備に関する法律の3つの法律の罪以外の罪（条例の罪を除く）（罰金等臨時措置法第1条）。
- 罰金刑の最高額が2万円未満の場合は、最高額を2万円とする（同法2条1項本文前段）。
- 罰金刑の最低額が1万円未満の場合は、最低額を1万円とする（同法2条1項本文後段）。
- 罰金額が一定の額の倍数で定められている場合は、この限りではない（同法2条1項但書）が、罰金額が1万円に満たない場合は1万円とする（同法2条2項）。
- 科料で特に額の定めがある場合は、額の定めがないものとする（一定の額の倍数で定められている場合を除く）（同法2条3項）。
- 法律で命令に罰金刑の規定を委任している場合で、規定できるとする罰金の最高限度額が2万円に満たないときは、2万円とする（同法3条）。

#### 前科となる刑罰
罰金を科す有罪判決または、略式手続が確定すると、前科として扱われる。
具体的には、罰金以上の刑を受けた者は、一定期間、市町村役場に備置される犯罪人名簿（戸籍や住民基本台帳ではない）に登載される。また、検察庁の犯歴記録は、道路交通法違反による罰金以下の刑に処された者についても、記録の対象となる。
前科は、一定期間（罰金の場合5年）を経過することにより消滅する（刑の消滅、前科抹消）。前科ありの場合、たとえ不起訴処分となるような小額の窃盗事件や傷害事件であっても、刑事訴追され有罪（これも刑が重くなる）となる。
前科者として登載・記録されると、結果として海外移住ができなくなるといわれることがあるが、諸外国の入国や査証申請の取り扱いにおいて、犯罪経歴証明書（無犯罪証明）の提出を求められることがあり、犯罪経歴があると申請が拒否される場合があるためである。

### 労役場留置
罰金を完納できない場合は、労役場に留置され、判決で決められた一日あたりの金額が罰金の総額に達するまでの日数の間、例えば略式命令の場合だと、日給5,000円の労務（封書貼りなどの軽作業）に服することになる。労役場留置の期間は、1日以上2年以下である（罰金を併科した場合は3年以下）（刑法18条）また、2年(罰金併科の場合3年)分の日給以上の罰金を滞納している場合は日給が増額される。

### 未決勾留日数の算入
未決勾留されていた被告人が罰金刑を言い渡された場合に、主文において未決勾留日数を金額換算(1日当たり5,000円が多い)して刑に算入することがある。この場合、算入されなかった罰金の残額のみ納付すればよい。罰金額の全額が算入されれば、罰金を納付しなくて済む（罰金刑言渡しの事実が消えるわけではなく、即日納付したものとみなされる）。この手法は実務上、身柄事件で明らかに被疑者の資力が乏しく罰金の支払いが困難とされる事例において、事実関係を被疑者が認めており通常であれば略式命令請求により処理される場合であってもあえて起訴して罰金刑を求刑し、判決時に未決勾留日数を金額換算して刑に算入することにより実際の罰金の納付を求めることなく刑の執行を終えたものとするために用いられることがある。

### 執行猶予
50万円以下の罰金刑が言い渡された場合においては、情状によってその刑の執行を猶予することができる（刑法25条）。もっとも、罰金に執行猶予が付されることは滅多にない。2002年以降では、年間数十万人が罰金判決を言い渡されているが、執行を猶予されたのは年間10人に満たない。

### 科刑状況
罰金判決が確定した件数は次のとおりである。
| 年     | 総数    | 執行猶予 |
| ------ | ------- | -------- |
| 2000年 | 906,947 |          |
| 2001年 | 884,088 |          |
| 2002年 | 837,144 | 7        |
| 2003年 | 784,515 | 2        |
| 2004年 | 743,553 | 2        |
| 2005年 | 689,972 | 4        |
| 2006年 | 650,141 | 5        |
| 2007年 | 533,949 | 7        |
| 2008年 | 453,065 | 6        |
| 2009年 | 427,600 | 5        |
| 2010年 | 401,382 | 5        |
| 2011年 | 365,474 | 9        |
| 2012年 | 344,121 | 4        |
| 2013年 | 306,316 | 6        |
| 2014年 | 279,221 | 2        |
| 2015年 | 274,199 | 4        |
| 2016年 | 263,099 | 1        |
| 2017年 | 244,701 | 3        |
| 2018年 | 222,841 | 7        |
| 2019年 | 194,404 | 3        |
| 2020年 | 172,326 | 4        |
| 2021年 | 165,274 | 2        |
| 2022年 | 157,394 | 1        |
| 2023年 | 158,336 | 2        |

1990年代には年間100 - 120万件で推移していたが、2000年以降は大幅な減少が続いている。2018年に言い渡された第一審判決では、通常第一審(通常手続)が2,503件、簡易裁判所での略式手続が221,992件であり、後者が大半を占めている。罪名別では、交通事犯（道路交通法違反、自動車運転過失致死傷罪等）で81%を占めており、次いで窃盗罪、公務執行妨害罪、傷害罪などである。

### 資格制限
医師・歯科医師・看護師・薬剤師などの資格を必要とする医療従事者については罰金以上の刑罰を科せられると免許はく奪（停止あるいは取り消し）および取り消されて再度取得する場合における欠格期間が定められている。

## 韓国における罰金

### 刑の内容
韓国の罰金は5万ウォン以上の金銭を徴収する財産刑である（韓国刑法45条）。ただし、刑を減軽する場合は5万ウォン未満とすることができる（韓国刑法45条但書）。なお、5万ウォン未満2000ウォン以上の財産刑は科料にあたる（韓国刑法47条）。
罰金を宣告するときは納入しない場合の留置期間を定めて同時に宣告しなければならない（韓国刑法70条）。

### 労役場留置
罰金は、判決確定日から30日以内に納入しなければならない（韓国刑法69条1項）。また、罰金の宣告と同時に労役場に留置することを命じることもできる（韓国刑法69条1項但書）。
罰金を納めていない者は、1日以上3年以下の期間労役場に留置して、作業に服務にする（韓国刑法69条2項）。

### 未決勾留日数の算入
罰金の宣告を受けた者がその一部を納入したときの罰金額と留置期間の日数に比例して納入金額に相当する日数を除く（韓国刑法71条）。

## 米国における罰金
アメリカ合衆国では有罪と認定された自然人や組織体に対して罰金（Fine）が科されることがある。自然人の場合は保護観察（Probation）や禁錮（Imprisonment）といった刑罰と併科になることもある。
2010年メキシコ湾原油流出事故の当事者であるBPに対して、45億ドルの罰金が求められた例がある。